# Cagiallo
Cagiallo (in dialetto ticinese Cagiàl) è un quartiere di 614 abitanti del comune svizzero di Capriasca, nel Canton Ticino (distretto di Lugano).

## Storia

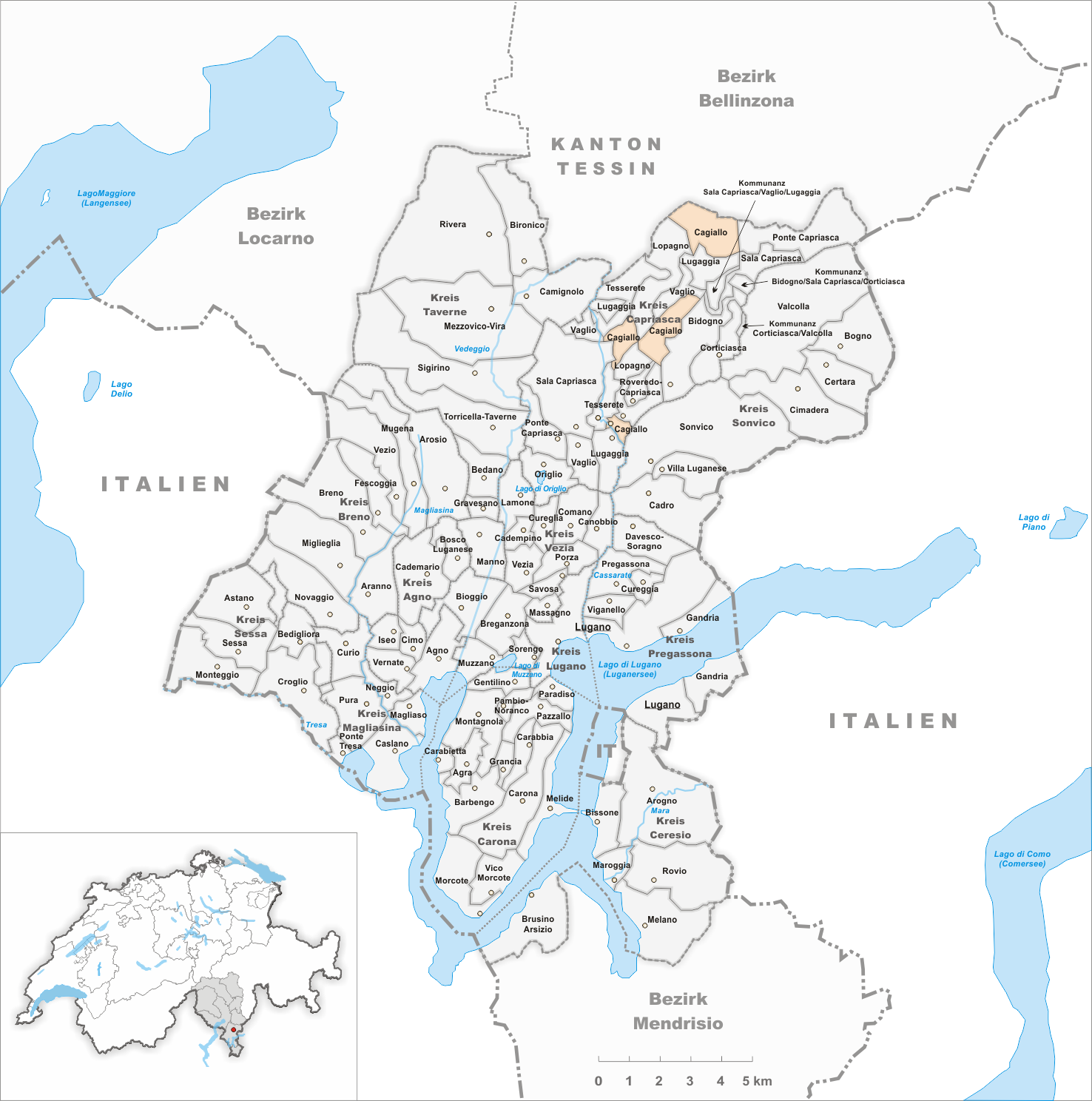
Il territorio del comune di Cagiallo prima degli accorpamenti comunali del 2001

Già comune autonomo che si estendeva per 5,55 km², il 15 ottobre 2001 è stato accorpato agli altri comuni soppressi di Lopagno, Roveredo, Sala Capriasca, Tesserete e Vaglio per formare il comune di Capriasca.

## Monumenti e luoghi d'interesse

### Architetture religiose
- Chiesa dei Santi Matteo e Maurizio, consacrata nel 1369[senza fonte] e ricostruita nel 1672[1];
- Oratorio di Santa Lucia, attestato dal 1606[1];
- Oratorio di San Sebastiano, eretto nel 1682[1].

### Architetture civili
- Casa Battaglini[senza fonte];
- Vecchio mulino[senza fonte];
- Casa Vegezzi in località Sarone[senza fonte].

## Società

### Evoluzione demografica
L'evoluzione demografica è riportata nella seguente tabella:
Abitanti censiti

## Amministrazione
Ogni famiglia originaria del luogo fa parte del cosiddetto comune patriziale (unico per Cagiallo, Lopagno e Campestro) e ha la responsabilità della manutenzione di ogni bene ricadente all'interno dei confini della frazione. L'ufficio patriziale, eletto il 26 aprile 2009, è presidiuto da Mauro Scalmanini.